# LG V20
Le LG V20 est un smartphone fabriqué et commercialisé par la marque sud-coréenne LG en 2016, le deuxième avec le LG G5. Il représente le haut de gamme de LG, fait suite au LG V10 et précède le LG V30.
Comme le modèle qu'il remplace, il a la particularité est de posséder deux écrans. Outre l'écran principal, qui est tactile, le second, de deux pouces, et toujours actif, permet d'afficher les notifications ou encore l'heure.